# GFK-Rohr
GFK-Rohre bestehen aus Glasfaserverstärkten Kunststoffen (Kunstharz). Dadurch steigt ihre mechanische Belastbarkeit gegenüber reinen Kunststoffrohren erheblich, was ihnen vielfältige Einsatzbereich sichert. GFK-Rohre werden zum Beispiel als Druckluftzuführung oder zur Wasserversorgung eingesetzt, das Haupteinsatzgebiet ist jedoch der Abwassertransport, als Abwasserrohre im Bereich der Kanalisation. Im Bereich der Druckrohrleitungen gibt es seit ca. 50 Jahren Erfahrungen mit GFK-Rohren. Sie genügen unterschiedlichen Anforderungen, je nach Herstellungsverfahren und eingesetzten Grund- und Zuschlagstoffen. GFK-Rohre werden in verschiedenen Nennweiten hergestellt, die von DN 25 bis zu DN 8000 (bei doppelwandigen Rohren) reichen, und speziell für Kanalrohre in Standardlängen von 6 m, 12 m, 18 m angeboten. 
GFK-Rohre sind HT Rohren oder KG Rohren in der Wärmeformbeständigkeit, dem Ausdehnungsverhalten und der Steifigkeit überlegen, was zum Beispiel größere Stützweiten ermöglicht.
Wie bei jedem Faser-Verbundwerkstoff ergeben sich die Eigenschaften in einer „Arbeitsteilung“ durch die Wahl der Materialien, die Orientierung der Fasern und das Herstellungsverfahren. Durch die Menge und die Art des Glases ergeben sich die mechanischen Eigenschaften wie Zugfestigkeit, Druckfestigkeit und E-Modul. Durch die Wahl des Harzes ergeben sich die chemische Beständigkeit und das Temperaturverhalten des Verbundes.
Man kann zunächst zwischen Kanalrohren (Verstärkung nur in Umfangsrichtung, Füllstoffe) und Druckrohren (Verstärkung in Umfangs- und Achsrichtung, keine Füllstoffe) unterscheiden. 
Nach der Herstellungsart werden GFK-Rohre weiter unterteilt in Schleuderrohre, Wickelrohre und Ziehrohre. 

## Herstellungsverfahren

### Schleuderverfahren
Beim Schleuderverfahren werden zunächst in Längs- und/oder Umfangsrichtung verstärkte Gewebe oder Gelege in eine Hohlform eingebracht und anschließend unter starker Rotation dieser Form mit ungesättigtem Polyesterharz imprägniert, das durch eine Beschickungseinrichtung (Feeder) der rotierenden Form (Matrize) zugeführt wird. Der Wandaufbau erfolgt dabei unter hohen Zentrifugalkräften (bis zu 70 g) von außen nach innen. Dieses Verfahren wurde im Jahre 1957 erstmals von der Firma HOBAS eingesetzt.
- GFK-Druckrohre

GFK-Schleuderrohre ohne Zuschlagstoffe genügen in Bezug auf chemische Beständigkeit und Abriebfestigkeit den höchsten Ansprüchen. Nur mit diesem Fertigungsverfahren kann eine 100-prozentige Reinharzschicht hergestellt werden. Durch einen Überschuss an Harz wird die Dicke der inneren Schutzschicht aus reinem Harz eingestellt, die eine etwaige Hydrolyse des Glases wirksam verhindert. Dadurch weisen GFK-Schleuderrohre eine sehr hohe Beständigkeit gegen chemische Beanspruchung auf.
- GFK-Kanalrohre

Werden bei der Produktion von Schleuderrohren dem Kunstharz Sand oder andere Füllstoffe beigemischt, sinken die Festigkeitswerte extrem, was jedoch bei erdverlegten Leitungen nicht entscheidend ist, da hier die Wandstärke mit der vierten Potenz eingeht, der E-modul hingegen nur mit der Potenz von eins. Durch den geringeren Kunstharzeinsatz sinken aber auch die Materialkosten und damit der Preis erheblich.

### Wickelverfahren
Hierbei werden endlos lange Glasfäden (Roving) über einen breiten Kamm auf eine Kernform geführt, dort mit Harz benetzt und auf die Form gewickelt. Es gibt auch Varianten, bei denen die Form benetzt und der Faden in das Harz eingelegt wird. Diese Technik lässt sich verfeinern, indem man den Wickelwinkel variiert und an die Anforderungen anpasst (z. B. bei Druckrohren in einem Wickelwinkel von 54° zur Rohrachse). Auch bei dieser Produktionsmethode bemüht man sich, im Inneren des Rohres einen möglichst hohen Harzanteil zu erreichen. Zu diesem Zweck wird bei Produktionsbeginn des Rohres ein Vlies bzw. eine Matte als Träger für das Harz eingebracht.
Auch Kanalrohre werden im Wickelverfahren hergestellt, dabei werden die Komponenten Harz, Quarzsand, Glas (als Kurzfasern) und Glasroving (ein Glasfaden) auf einer vollautomatischen Wickelmaschine dosiert und auf den Kern aufgetragen. Über die Dosierung der Mengen erfolgt der Aufbau der Wandstärke. Eine Variante des Wickelverfahrens wird auch als Flowtite-Verfahren bezeichnet.

### Ziehverfahren
GFK-Rohre lassen sich auch im Strangziehverfahren fertigen.  GFK-Ziehrohre sind wegen der Beschaffenheit des Aufbaus nicht für Innendruck ausgelegt. Sie werden auf Grund ihrer guten mechanischen Eigenschaften (hoher Glasgehalt) vor allem im Bereich der Konstruktion eingesetzt. 